# سانتیاگو سولاری
سانتیاگو هرنان سولاری پویو (به اسپانیایی: Santiago Hernán Solari Poggio‎؛ زادهٔ ۷ اکتبر ۱۹۷۶) بازیکن سابق فوتبال و سرمربی فوتبال اهل آرژانتین است. او به‌عنوان بازیکن سابقهٔ حضور در باشگاه‌های ریور پلاته، اتلتیکو مادرید، رئال مادرید، اینتر میلان، سن لورنسو آلماگرو، آتلانته و پنیارول را نیز دارد. سولاری در تیم ملی فوتبال آرژانتین حضور داشته است. وی ۱۱ بازی ملی در کارنامهٔ خود دارد.
سولاری در دانشگاه ریچارد استاکتون در نیوجرسی تحصیلش را آغاز کرد اما فوتبال را به صورت جدی در مدرسه فوتبال نیولز اولد بویز آغاز کرد. وی در فصل ۹۶–۱۹۹۵ به ریور پلاته ملحق شد که اولین بازی اش در لیگ دسته اول را در روز ۱۲ می انجام داد. سولاری در ۲۴ بازی در لیگ آرژانتین حضور داشت که با ریور پلاته قهرمان لیگ آرژانتین شد. سولاری در سال ۲۰۰۰ راهی رئال مادرید شد. سال اول سولاری چنان خوب ظاهر نشد اما در فینال ۰۲–۲۰۰۱ لیگ قهرمانان اروپا ۹۰ دقیقه با پیروزی مقابل لورکوزن بازی کرد. بهترین فصل سولاری فصل ۰۴–۲۰۰۳ بود که در ۳۴ بازی برای رئال مادرید ۵ گل زد که در نهایت رئال، این فصل را در لا لیگا به‌عنوان تیم چهارم به پایان رساند. سولاری در پنج سال حضور در رئال در ۴۹ بازی لیگ قهرمانی خود نیز هفت گل به ثمر رساند. وی در طول ۱۳۱ بازی که برای رئال مادرید انجام داد توانست ۱۰ گل به ثمر برساند. وی در فصل‌های ۰۱–۲۰۰۰ و ۰۳–۲۰۰۲ موفق شد به همراه رئال به قهرمانی در لا لیگا دست یابد و در فصل ۰۳–۲۰۰۲ قهرمانی در اروپا را تجربه کند. سانتیاگو سولاری بعد از رئال مادرید به اینتر میلان پیوست و بازی‌های قابل قبولی برای اینتر انجام داد و به همراه اینتر سه فصل پیاپی قهرمانی در سری آ را تجربه نمود و اسکودتو را فتح کرد. سولاری در پایان دوران بازی فوتبالش در رئال مادرید به‌عنوان مربی در رده‌های پایه فعالیت خود را آغاز کرد. او مدتی نیز سرمربی تیم بزرگسالان رئال مادرید بود که به‌دلیل نتایج ضعیف از کار برکنار شده و جای خود را به زین‌الدین زیدان داد. در حال حاضر او به عنوان مدیر فنی در تیم رئال مادرید قرار دارد.
همچنین لیز سولاری بازیگر آرژانتینی خواهر او است.

## مربیگری
سولاری کار مربیگری را از سال ۲۰۱۳ و تیم جوانان رئال مادرید آغاز کرد. وی پیش از آغاز فصل ۱۷–۲۰۱۶ به عنوان سرمربی تیم رئال مادرید کاستیا که در سگوندا دیویسیون بی حضور داشت، انتخاب شد.
در ۲۹ اکتبر ۲۰۱۹، پس از اخراج خولن لوپتگی، به عنوان سرمربی موقت رئال مادرید انتخاب شد. پس از ۱۴ روز، سانتیاگو سولاری به‌طور رسمی سرمربی این تیم شد؛ زیرا در اسپانیا هیچ تیمی نمی‌تواند بیش از ۱۴ روز سرمربی موقت داشته باشد.
سولاری در ۱۱ مارس ۲۰۱۹ از مربیگری رئال مادرید برکنار و زین‌الدین زیدان به عنوان سرمربی جدید این تیم معرفی شد. سولاری با این تیم توانست در جام باشگاه‌های فوتبال جهان قهرمان شود.
در ۲۹ دسامبر ۲۰۲۰، سولاری با قراردادی دو ساله جایگزین میگل هررا شد و هدایت باشگاه فوتبال آمریکا مکزیک را برعهده گرفت.

## آمار

### ملی
| آرژانتین | آرژانتین   | آرژانتین |
| سال      | تعداد بازی | گل زده   |
| -------- | ---------- | -------- |
| ۱۹۹۹     | ۱          | ۰        |
| ۲۰۰۰     | ۱          | ۰        |
| ۲۰۰۱     | ۰          | ۰        |
| ۲۰۰۲     | ۳          | ۰        |
| ۲۰۰۳     | ۵          | ۱        |
| ۲۰۰۴     | ۲          | ۰        |
| مجموع    | ۱۲         | ۱        |

## افتخارات

### به عنوان بازیکن
ریور پلاته
- لیگ برتر فوتبال آرژانتین: ۱۹۹۶، ۱۹۹۷

رئال مادرید
- لا لیگا: ۰۱–۲۰۰۰، ۰۳–۲۰۰۲
- سوپر جام فوتبال اسپانیا: ۲۰۰۱، ۲۰۰۳
- لیگ قهرمانان اروپا: ۰۲–۲۰۰۱
- سوپرجام اروپا: ۲۰۰۲
- جام بین قاره‌ای: ۲۰۰۲

اینتر میلان
- سری آ: ۰۶–۲۰۰۵، ۰۷–۲۰۰۶، ۰۸–۲۰۰۷
- جام حذفی فوتبال ایتالیا: ۰۶–۲۰۰۵
- سوپر جام فوتبال ایتالیا: ۲۰۰۵، ۲۰۰۶

### به عنوان سرمربی

#### رئال مادرید
- جام باشگاه‌های جهان: ۲۰۱۸